# ماریسا سیلور
ماریسا سیلور (انگلیسی: Marisa Silver؛ زادهٔ ۲۳ آوریل ۱۹۶۰) یک نویسنده، کارگردان و فیلم‌نامه‌نویس اهل ایالات متحده آمریکا است.

## زندگی
ماریسا سیلور در شیکر هیتس، اوهایو به دنیا آمد. پدرش رافائل سیلور کارگردان و تهیه کننده و مادرش جوآن میکلین سیلور کارگردان سینما است. ماریا زمانی که در دانشگاه هاروارد مشغول به تحصیل بود اولین فیلمش را به نام عقل‌رس کارگردانی کرد. این فیلم توانست جایزه بزرگ هیئت داوران جشنواره ساندنس ۱۹۸۴ را به خود اختصاص دهد. ماریا پس از آن ۳ فیلم دیگر به نام‌های یادداشت همیشگی، علائم حیاتی و مرد گفت، زن گفت کارگردانی کرد.

ماریا سیلور پس از مدتی کارگردانی فیلم را رها کرد و به داستان و رمان پرداخت. اولین داستانش در سال ۲۰۰۰ در مجله نیویورکر چاپ شد. اولین مجموعه داستان او با نام
بیب در بهشت در سال ۲۰۰۱ منتشر شد. لس‌آنجلس تایمز این کتاب را به عنوان بهترین کتاب سال انتخاب کرد و به عنوان کتاب برگزیده نیویورک تایمز نیز معرفی شد. کتاب بعدی او رمانی به نام راهی به خانه نیست در سال ۲۰۰۵ به بازار کتاب آمد و متعاقب آن در سال ۲۰۰۸ رمان خدای جنگ توسط انتشارات سیمون اند شوستر منتشر شد.

ماریا سیلور و همسرش کن کواپیس (نویسنده و کارگردان سینما و تلویزیون) به همراه دو فرزند پسرشان در لس‌آنجلس زندگی می‌کنند.